# Cotaxtla
Cotaxtla är en ort i Mexiko.   Den ligger i kommunen Cotaxtla och delstaten Veracruz, i den sydöstra delen av landet, 290 km öster om huvudstaden Mexico City. Cotaxtla ligger 43 meter över havet och antalet invånare är 1 167.
Terrängen runt Cotaxtla är huvudsakligen platt. Cotaxtla ligger nere i en dal. Runt Cotaxtla är det ganska tätbefolkat, med 65 invånare per kvadratkilometer. Cotaxtla är det största samhället i trakten. Omgivningarna runt Cotaxtla är en mosaik av jordbruksmark och naturlig växtlighet.